# 구슬눈쥐
구슬눈쥐(Thomasomys baeops)는 비단털쥐과에 속하는 설치류이다. 콜롬비아와 에콰도르에서 발견된다.

## 분포 및 서식지
해발 1,300m와 4,000m 사이의 에콰도르와 콜롬비아의 안데스산맥에서 발견된다. 숲 추이대와 파라모, 산악 우림에서 서식하고 작은 냇가 강둑을 따라서 발견되기도 한다.